# كأس تونس للكرة الطائرة للرجال 1972–73
كأس تونس للكرة الطائرة للرجال 1972-1973 هو الموسم رقم 17 من كأس تونس للكرة الطائرة للرجال.

فاز بهذا الموسم المستقبل الرياضي بالمرسى.

## روابط خارجية
- الموقع الرسمي للجامعة التونسية للكرة الطائرة.